# 济马
济马（俄语：Зима）是俄罗斯伊尔库茨克州的一座城市。也是济马区的行政中心。西伯利亚大铁路途径该市。位于奥卡河沿岸。人口34,899人（2002年人口普查）；41,814人（1989年人口普查）。